# Giannis Tsarouchis

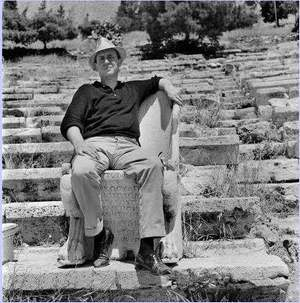
Giannis Tsarouchis (Porträtfotografie von Dimitris Papadimos)

Giannis Tsarouchis (griechisch Γιάννης Τσαρούχης; * 13. Januar 1910 in Piräus; † 20. Juli 1989 in Athen) war ein griechischer Maler und Bühnenbildner.
Tsarouchis studierte zwischen 1929 und 1935 an der Hochschule der Bildenden Künste Athen. Nebenher nahm er Privatunterricht beim bedeutenden griechischen Künstler Fotis Kontoglou, der ihm die Kunst der byzantinischen Malerei nahebrachte.
Nach seinem Studium besuchte er Istanbul, bevor er über Italien nach Paris reiste. In Italien und Frankreich kam er in Kontakt mit den Werken der Renaissance und des Impressionismus und lernte Henri Matisse und Alberto Giacometti kennen.
Seine erste Ausstellung hatte er im Jahr 1938 in Griechenland. Nach dem Zweiten Weltkrieg folgten zahlreiche internationale Ausstellungen, u. a. in London, Paris und New York. Im Jahr 1956 war er für den Guggenheim-Preis nominiert. 1958 nahm er an der Biennale in Venedig teil. Als im Jahre 1967 in Griechenland die Diktatur der Obristen an die Macht kam, verließ Tsarouchis das Land und ließ sich in Paris nieder. Nach dem Sturz der Diktatur kehrte er nach Griechenland zurück. Sein Haus in Athen ist seit 1982 ein Museum mit Werken des Künstlers.
Tsarouchis stattete das Haus des Galeristen Alexander Iolas mit Werken aus.
Tsarouchis war homosexuell. Seine Bildmotive haben häufig eine homoerotische Prägung und stellen männliche Akte oder junge Männer in Matrosenanzügen dar.